# Химическая метрология
Хими́ческая метроло́гия — раздел прикладной и законодательной метрологии, занимающийся обеспечением единства измерений в количественном химическом анализе.

## Особенности химической метрологии
- Отсутствие первичного эталона.

Отсутствие эталона моля приводит к необходимости использовать в качестве мер стандартные образцы состава веществ.
- Наличие скрытых систематических погрешностей, обусловленных зависимостью результата анализа от состава и свойств анализируемых проб.
- Многостадийность и сложность измерительного процесса, что обуславливает возрастание общей погрешности измерения.